# Rhizostoma luteum
Rhizostoma luteum (denominada coloquialmente como medusa de barril, por la forma de sus tentáculos) es una especie de cnidario escifozoo de la familia Rhizostomatidae. Fue descrita en 1827 por los franceses Quoy y Gaimard. Es conocida por ser una medusa de gran tamaño que puede llegar a pesar 40 kg y medir 2 metros de longitud.

## Descubrimiento
Desde su descubrimiento solo ha sido mencionada en la literatura científica seis veces debido a que hasta la fecha no se tenían ni fotografías ni dibujos. Hasta tal extremo llegó que algunos investigadores incluso ponían en duda su existencia o pensaban que podía tratarse de una variedad o subespecie.
Finalmente, en el verano de 2012 fueron observados unos 50 ejemplares en la costa española del Mediterráneo, concretamente en las playas de Murcia, Almería, Granada y Málaga, demostrando así definitivamente su existencia.

## Descripción
Esta especie puede llegar a alcanzar 50 centímetros de diámetro. Los márgenes de la umbela solo presentan lóbulos marginales, careciendo de tentáculos. El manubrio tiene ocho brazos bucales, que se unen en casi toda su longitud. La parte distal de los brazos es pequeña, ribeteada, finalizando en un apéndice terminal con forma de porra, un largo apéndice de sección prismática. El color de la umbela es blanco pálido, pudiendo estar en mayor o menor medida finamente moteada en marrón, la parte distal de los tentáculos, donde se alojan los cnidocistos, es de color amarillo pálido y el apéndice terminal es translúcido volviéndose gradualmente purpúreo hacia su ápice.
El término “luteum” de su nombre científico proviene del latín y significa “amarillo”, haciendo referencia a su distintivo color dorado, que lo distingue de otras especies de medusas.
Acostumbra a ser protección de alevines de peces como el jurel (Trachurus trachurus). 
Los nematocistos de este animal, que se encuentran en los brazos bucales, son urticantes y pueden causar irritación en la piel, pero no son peligrosos para el ser humano. 

## Hábitat y distribución
Es un animal pelágico de aguas abiertas que raramente se ve en aguas costeras, a donde suele llegar esporádicamente arrastrada por corrientes o temporales. 
Su distribución mundial se circunscribe a la costa del Atlántico oriental, desde el Mar Cantábrico hasta Senegal. Se considera una especie poco frecuente en el Mediterráneo, restringida a áreas del Estrecho de Gibraltar y el Mar de Alborán.

## Cautividad
El Instituto de Ciencias Marinas de Andalucía (ICMAN-CSIC), ubicado en Puerto Real (Cádiz) fue el primero en aislar pólipos de la medusa de barril.
Existen ejemplares de esta medusa en el Oceanográfico de Valencia siendo así el primero y el único de España, y uno de los pocos del mundo, en mantener y presentar esta especie en un acuario.